# Kabardiner

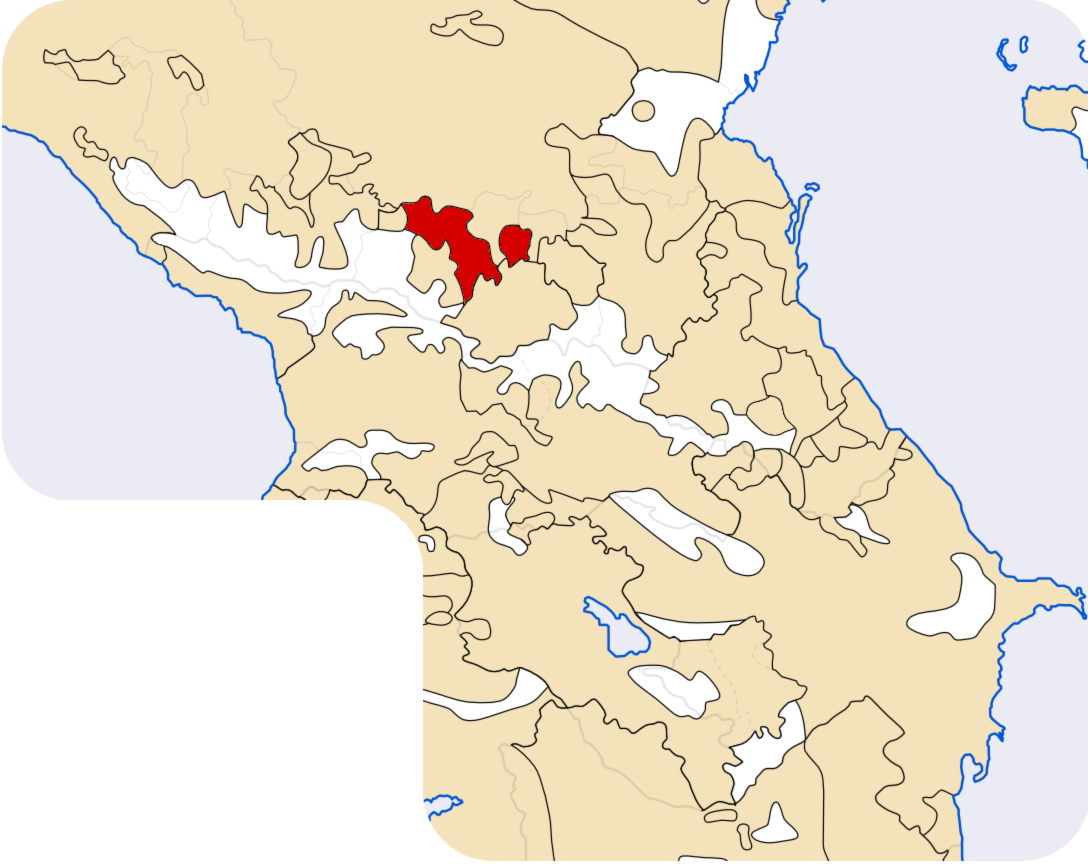
Siedlungsgebiet der Titularnation der Kabardiner in Kaukasien

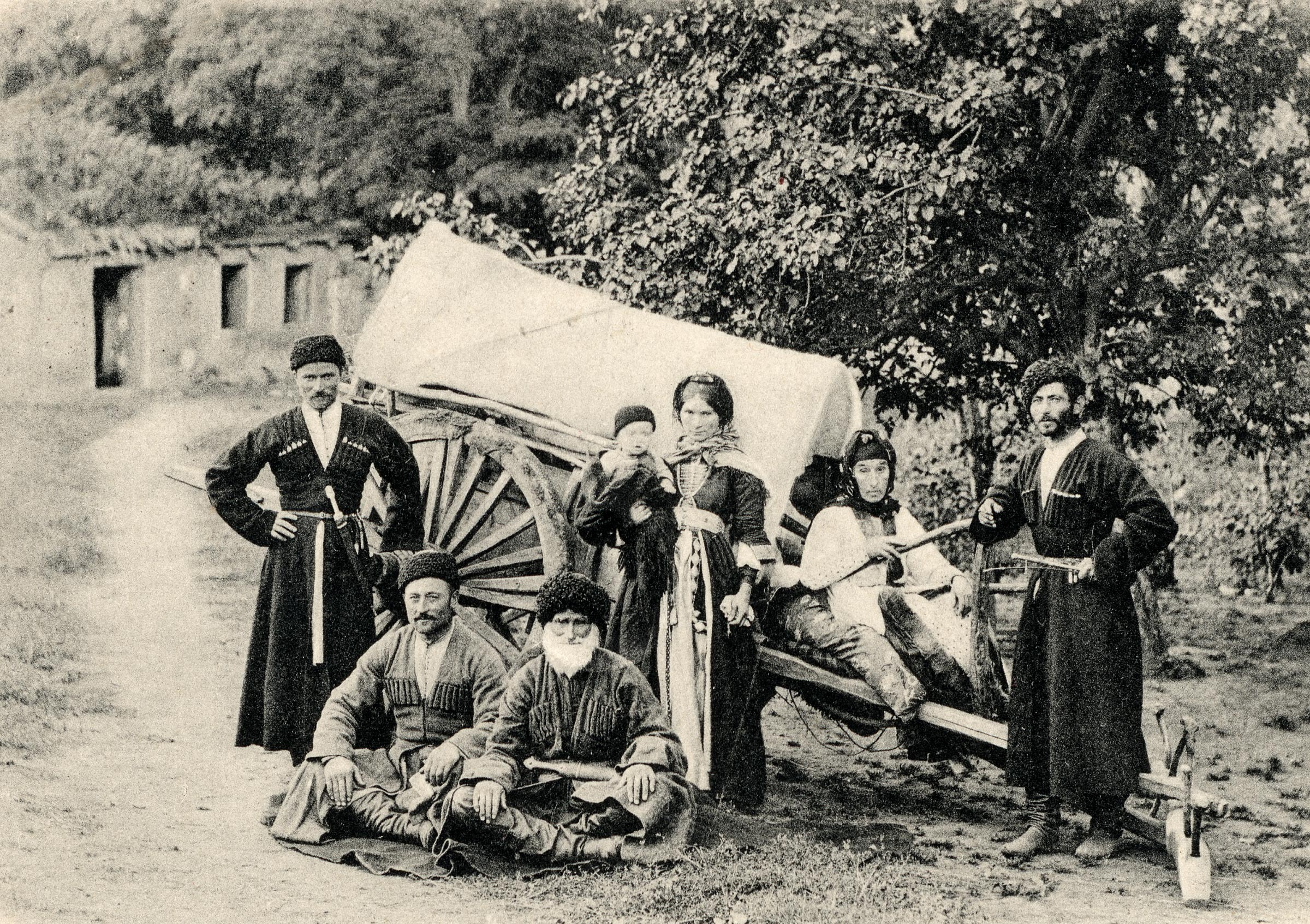
Eine kabardinische Familie (1905)

Die Kabardiner (Kabardinisch Къэбэрдэйхэр, Russisch Кабардинцы) sind eine offizielle Ethnische Gruppe (Titularnation) in Russland. Ursprünglich sind sie der zahlenmäßig größte Stamm der Tscherkessen. Die Grenzen der offiziellen Titularnation und des historischen Stammes sind nicht ganz deckungsgleich, es gibt auch einige Stammesangehörige der Kabardiner, die zu anderen tscherkessischen Nationalitäten in Russland gehören, und zahlreiche Stammesangehörige in der tscherkessischen Diaspora in der Türkei und anderen nahöstlichen Staaten.
Im Gegensatz zu den anderen Tscherkessenstämmen, die früher staatenlos lebten, hatten die Kabardiner vom 15. Jahrhundert bis 1825 ein eigenes Fürstentum namens Kabarda (Kabardei bzw. Kabardinien), dem nur kleinere nach Westen abgewanderte Gruppen nicht angehörten.
Traditionell leben die Kabardiner von Landwirtschaft und Viehzucht, die Pferderasse Kabardiner ist nach ihnen benannt. Mehrheitlich sind die Kabardiner sunnitische Muslime, eine kleine Minderheit im Osten sind orthodoxe Christen.
Eine in Russland populäre Kabardinerin ist die Sängerin Sati Kasanowa der Musikgruppe Fabrika.

## Offizielle Nationalität (Titularnation)
Die Nationalität (Titularnation) der Kabardiner bewohnen hauptsächlich die russische Teilrepublik Kabardino-Balkarien im Nordkaukasus, wo sie etwa 57,2 % der Bevölkerung (490.453 Menschen im Jahre 2010) ausmachen. In ganz Russland lebten bei der Volkszählung 2010 516.826 Kabardiner. Es gibt auch eine kleine Minderheit in der östlich benachbarten russischen Republik Nordossetien-Alanien.
Die Nationalität (Titularnation) der Kabardiner verwenden als Schriftsprache die kabardinische Sprache, die im 20. Jahrhundert aus ihrem Dialekt gebildet wurde. Sie ist Amtssprache in Kabardino-Balkarien, aber auch in der benachbarten Republik Karatschai-Tscherkessien. Neben der adygeischen Sprache ist sie eine der etablierten Schriftsprachen aus Dialekten der Tscherkessen, die seit den späten 1930er Jahren mit der kyrillischen Schrift geschrieben wird. Der mündliche Dialekt gehört neben dem des benachbarten Tscherkessenstammes der Beslenejer (die ebenfalls die kabardinische Schriftsprache verwenden) zu den phonetisch etwas einfacheren ost-tscherkessischen Dialekten.
Von 1944 bis 1957 hatten die Kabardiner die Kabardinische Autonome Sozialistische Sowjetrepublik innerhalb der Sowjetunion, weil die benachbarte Nationalität der Balkaren in dieser Zeit auf Stalins Befehl nach Mittelasien verbannt war.

## Historischer Stamm

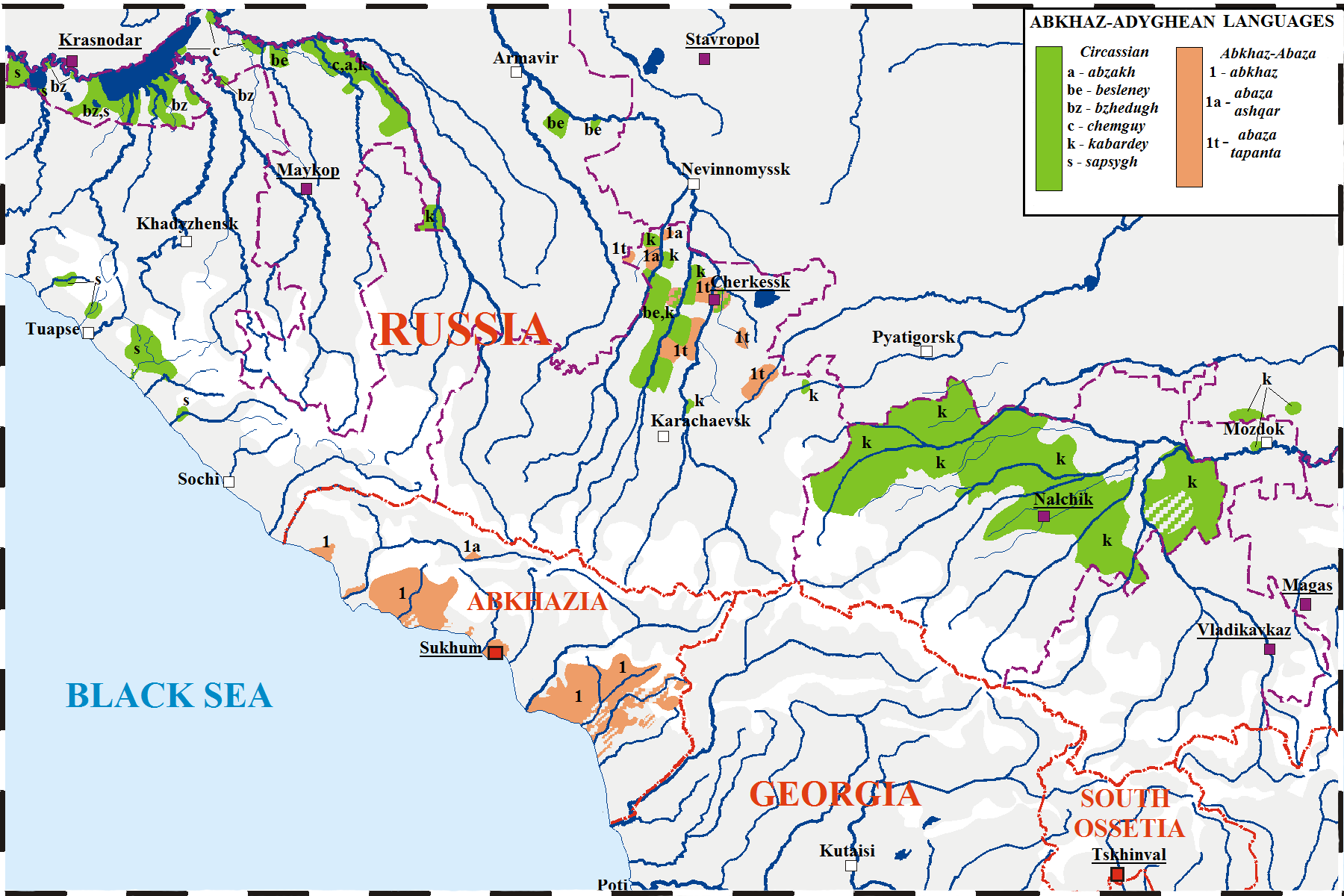
Heutige Siedlungsgebiete der Tscherkessen (grün) im russischen Kaukasus, k= Gebiete des Kabardinerstamms.

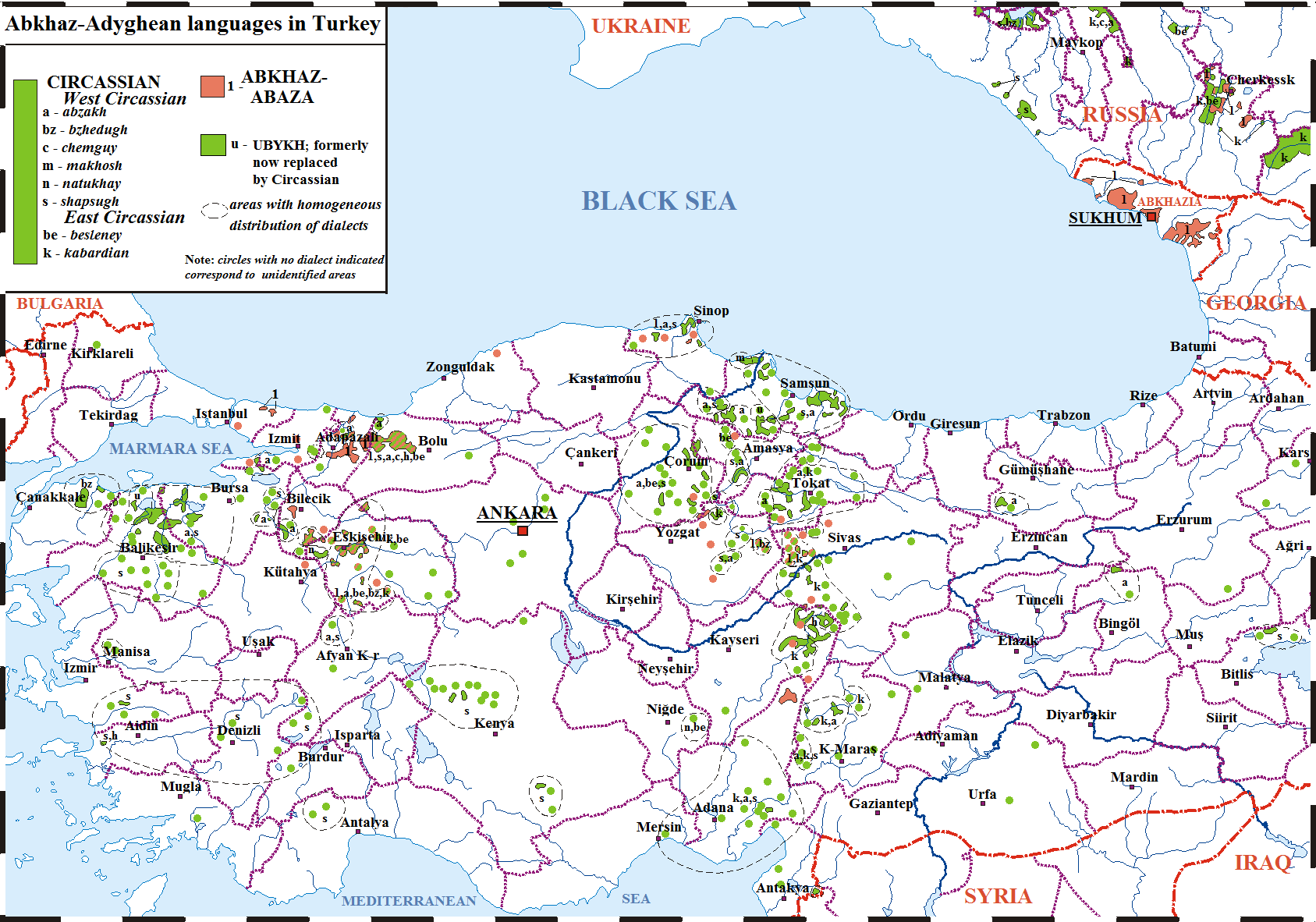
Tscherkessische Minderheit in der Türkei (grün), k=Kabardiner.

Ursprünglich bildeten die Kabardiner keine in sowjetischer Zeit festgelegte Nationalität (Titularnation), sondern einen großen Tscherkessenstamm. Es gibt auch Angehörige dieses Stammes in Karatschai-Tscherkessien und Adygeja, die aber zu den Titularnationen „Tscherkessen“ oder „Adygejer“ gezählt werden. Jene in Adygeja müssen sogar die Adygeische Schriftsprache verwenden. Daneben gibt es seit der Deportation 1864 am Ende des Kaukasuskrieges zahlreiche Angehörige in den Staaten der Diaspora, wahrscheinlich mehr, als in Russland geblieben sind.

## Mythen
Wie andere kaukasische Bergvölker haben die Karbardiner „Mythen über Steingeburten, die sich in der Vorstellung eines aus einem Stein bzw. Berg geborenen rebellischen Helden manifestiert (Narten-Epik)“. Das kabardinische Nationalepos berichtet die Sage der Helden Sosruko und Badynoko.